# Integrated Tug Barge

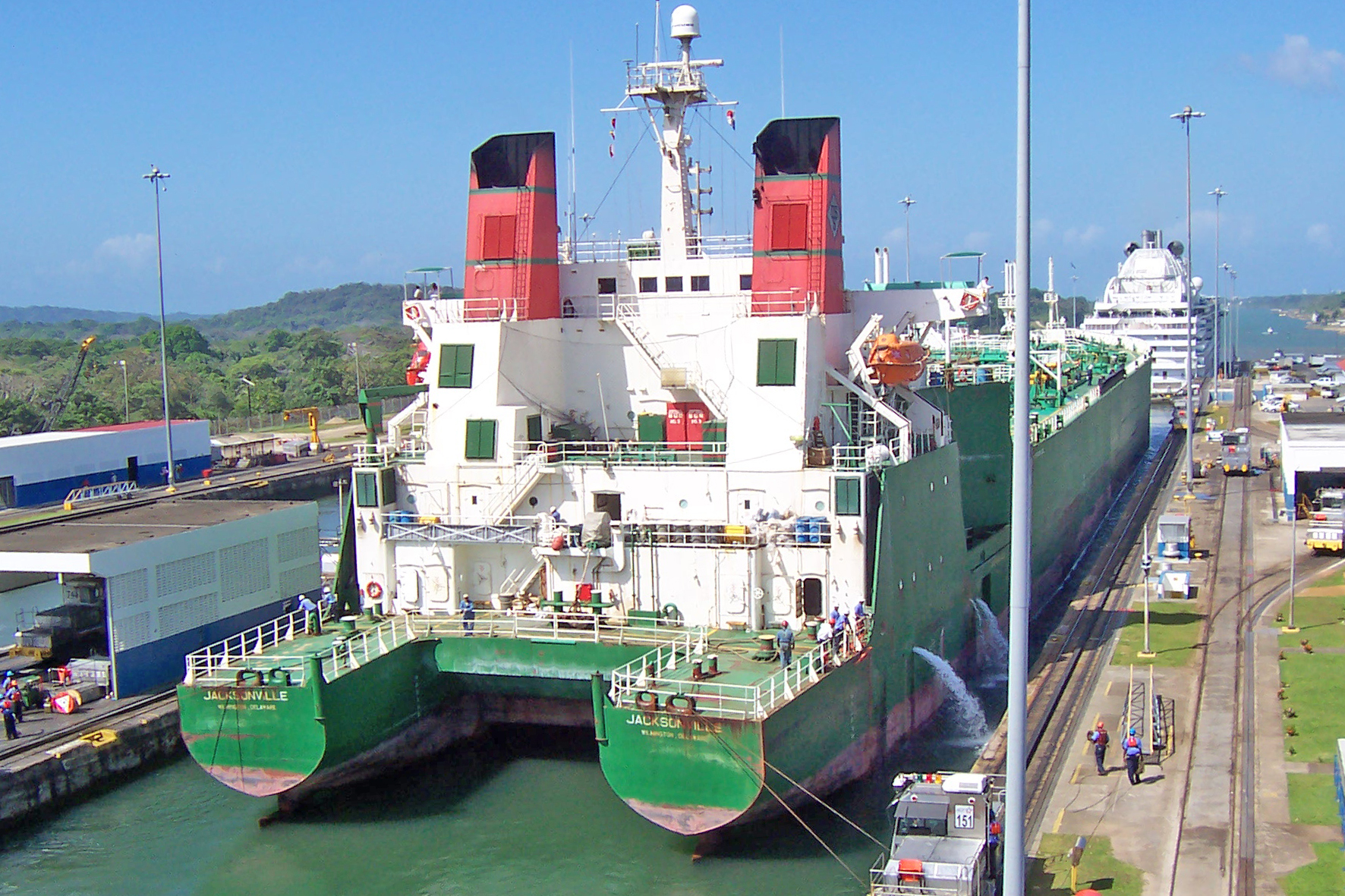
ITB Jacksonville im Panamakanal

Integrated Tug Barge, meist als ITB oder Pushing Mode ITB abgekürzt, bezeichnet einen Schubverband aus einem seegehenden Schubboot, das zum gekoppelten Betrieb mit einer eigens dafür vorgesehenen Barge ausgelegt ist. Das vorwiegende Fahrtgebiet dieser Schubverbände ist die US-amerikanische Ostküste, insbesondere ausgehend von den Häfen des US-Golfes. ITBs werden aber auch bis in die Großen Seen betrieben.

## Technik
Technisch sind ITBs seegehende Schlepper mit erhöhten Brückenaufbauten, die zum Schubbetrieb starr mit einer Bolzenverbindung an eine Hochseebarge gekoppelt werden können. Die Barge ist im Heckbereich mit einer Aussparung versehen, in die der Schlepper hereinfahren und mit der Barge gekoppelt werden kann. Nicht alle Schlepper und Bargen besitzen die gleichen Passsysteme, sondern sie wurden in der Regel als zueinander passende Paare, bzw. Einheit bestellt, wobei häufig auch mehrere Bargen zu einem Schlepper geordert wurden. Mit einer Barge gekoppelte ITBs sind auf See in jeder Hinsicht als eine Einheit zu betrachten, die Schubeinheiten sind im Alleinbetrieb jedoch nicht seetüchtig, sondern nur im Glattwasserbetrieb sicher zu betreiben, wodurch es im Laufe der Jahre zu einer Reihe von Unfällen kam. Aus den ITBs entwickelte sich zu Beginn der 1970er Jahre das Articulated Tug Barge (ATB). Deren Schubeinheiten sind auch im Alleinbetrieb seetüchtig und ihre Verbindung zwischen Barge und Schubboot ist nicht vollkommen starr, wodurch Schlepper und Barge ein entsprechend flexibleres Seeverhalten aufweisen.

## Geschichte
Die Grundidee zum ITB wurde schon im 19. Jahrhundert entwickelt und patentiert, gebaut wurden Schiffe dieser Art aber erst seit den 1950er Jahren. Das erstgebaute ITB war die Carport. Seit den 1970er Jahren lösten die ATBs die ITBs ab. Seit den frühen 1980er Jahren wurden keine neuen ITBs mehr gebaut.